# Mycoalvimia
Mycoalvimia là một chi nấm trong họ Tricholomataceae. Đây là chi đơn loài, and chứa một loài Mycoalvimia theobromicola, được tìm thấy ở Brazil.